# 1486 w literaturze
Wydarzenia literackie w 1486 roku.

## Urodzili się
- Pieter Gillis, francuski humanista